# Andrzej Maria Deskur
Andrzej Maria Deskur (Sancygniów, Polonia, 29 de febrero de 1924 — Roma, 3 de septiembre de 2011), fue un cardenal polaco que ocupó la presidencia del Pontificio Consejo para las Comunicaciones Sociales.

## Biografía
Nació en una familia de origen francés. Recibió un doctorado en derecho en 1945 de la Universidad Católica de Cracovia. Fue el secretario general de la organización estudiantil "Bratniak".
Estudió en el seminario de Cracovia. Debido a la opresión estalinista, en particular de los que pertenecían a la nobleza, a finales de 1940 el cardenal Sapieha lo envió a terminar sus estudios en Suiza. 

### Sacerdocio
Fue ordenado sacerdote el 20 de agosto de 1950. Obtuvo un doctorado en teología por la Universidad de Friburgo y, tras dos años de actividad pastoral y estudiar en Francia y Suiza, en septiembre de 1952, fue llamado a Roma para trabajar en la Secretaría de Estado. Durante este período trabajó como subsecretario de la Pontificia Comisión de Cinematografía, Radio y Televisión (1954-1964), secretario de la Comisión Preparatoria de la Secretaría de Prensa y Entretenimiento durante el Concilio Vaticano II (1960-1962), perito para la Asamblea del Consejo (1962-1965) y fue miembro de las Comisiones conciliares para los Obispos, para el Clero, para los Laicos, y para la Prensa y el Entretenimiento.
En 1973 fue nombrado presidente de la Comisión Pontificia (ahora Consejo) para las Comunicaciones Sociales.

### Episcopado
Fue nombrado Obispo titular de Tene, el 17 de junio de 1974 y recibió la ordenación episcopal el 30 de junio siguiente. El 15 de febrero de 1980, Juan Pablo II lo nombró arzobispo y presidente emérito de la Pontificia Comisión.
Ha contribuido a numerosos congresos y encuentros de profesionales de la prensa, radio, televisión y cine, visitando 70 países en los cinco continentes. Entre otras actividades, fue uno de los promotores de la "Radio Veritas" estación de radio para los países de Asia y Oceanía.
El reto de promover el cristianismo en el campo de la comunicación social no impidió a Deskur dedicarse también a la actividad pastoral. Durante todos sus años en Roma llevó a cabo su ministerio sacerdotal y episcopal en numerosas parroquias. Durante muchos años se dedicó a la oficina del director espiritual en el pre-seminario de San Pío V.

### Cardenalato
Creado y proclamado Cardenal por Juan Pablo II en el consistorio del 25 de mayo de 1985, con el título de S. Cesareo en Palatio (San Cesáreo en el Palatino), diaconía elevada pro hac vice a título presbiteral el 29 de enero de 1996.
Desde 1996 es Presidente de la Academia Pontificia de la Inmaculada Concepción.
En 2006 fue galardonado con la "Orden del Águila Blanca", la más alta condecoración polaca.
Está en posesión de la Gran Cruz de la Orden de Malta.

## Elección de Juan Pablo II
En las semanas previas a la elección de Juan Pablo II como Papa en 1978, el entonces obispo Deskur, presidente del Pontificio Consejo para las Comunicaciones Sociales y miembro de la Curia durante 26 años, organizó una serie de cenas importantes en su apartamento del Vaticano, en el Palacio de San Carlo, para presentar al cardenal Wojtyła a los cardenales más influyentes del próximo cónclave. El 13 de octubre, el día antes del cónclave, el obispo Deskur sufrió un derrame cerebral incapacitante, que lo dejó paralizado del lado izquierdo de su cuerpo desde entonces. A pesar de los informes de prensa de que había muerto y de las misas de réquiem dichas por él, sin embargo, se recuperó, aunque con discapacidad. El Papa Juan Pablo II visitó al obispo Deskur el día siguiente de su elección en el Policlínico Gemelli y, de acuerdo con Tad Szulc, dijo al personal del hospital "Él me enseñó a ser Papa". En un escrito a la madre de obispo Deskur sólo diez días después de su elección, Juan Pablo II dijo que su querido amigo "me había preparado para lo que iba a suceder el 16 de octubre, él me enseñó lo que la Santa Sede es en realidad y me facilitó los contactos de los líderes de la Iglesia de Europa y de todo el mundo".

## Radio Veritas
Uno de sus mayores logros como presidente del Consejo Pontificio para las Comunicaciones Sociales fue la creación y desarrollo de Radio Veritas, una emisora de radio católica con sede en Filipinas, que desde 1969 ha sido muy popular por la transmisión de noticias católicas e información a través de Asia, pero dirigido especialmente a la China comunista.